# Арнтгольц, Альберт Альфонсович
Альбе́рт Альфо́нсович Арнтго́льц (род. 24 февраля 1937, Ленинград, РСФСР, СССР) — советский и российский актёр театра. Заслуженный артист Российской Федерации (1993).

## Биография
Альберт Арнтгольц родился в немецкой семье 24 февраля 1937 года в Ленинграде.
В 1958 году окончил Ленинградский военный институт физической культуры и спорта имени П. Ф. Лесгафта
С 1962 по 1971 годы работал в труппе Читинского областного драматического театра. 
Работал также в Азербайджанском государственном русском драматическом театре (Баку) и в Государственном русском драматическом театре имени В. Г. Короленко (Ижевск).
С 1971 года является артистом Калининградского областного драматического театра. В настоящее время — ведущий исполнитель театра.
Является родоначальником семейной театральной династии.

### Семья
- Жена — Валентина Михайловна Галич (род. 7 февраля 1947), актриса Калининградского областного драматического театра[4], Заслуженная артистка Российской Федерации[1].
  - Сын — Антон Арнтгольц (род. 14 декабря 1974), российский актёр, работал вместе с родителями в Калининградском областном драматическом театре. В 2001 году окончил РАТИ (ГИТИС) при Калининградском областном музыкальном театре (на улице Бассейной, д. 42) и тогда же вошёл в его труппу[5][6].
  - Дочь — Татьяна Арнтгольц (род. 18 марта 1982), сестра-близнец Ольги, российская актриса[6].
    - Зять — Иван Жидков (род. 28 августа 1983), бывший муж Татьяны, российский актёр.
    - Зять — Марк Богатырёв (род. 22 декабря 1984), муж Татьяны (с 2020), российский актёр.
      - Внучка — Мария Ивановна Жидкова (род. 15 сентября 2009), дочь Татьяны и её бывшего мужа Ивана.
      - Внук — Данила Маркович Богатырёв (род. 18 февраля 2021), сын Татьяны и Марка Богатырёва.

  - Дочь — Ольга Арнтгольц (род. 18 марта 1982), сестра-близнец Татьяны, российская актриса[7].
    - Зять — Вахтанг Беридзе (род. 25 декабря 1980), бывший муж Ольги, российский актёр, телеведущий.
      - Внучка — Анна Вахтанговна (род. сентябрь 2013), дочь Ольги и её бывшего мужа Вахтанга.
      - Внук — Аким (род. 21 декабря 2016), сын Ольги и Дмитрия Петруня.
      - Внук — Лев (род. 31 января 2021), сын Ольги и Дмитрия Петруня.

## Творчество

### Театральные работы
- «Моя прекрасная леди» Б. Шоу, муз. Ф. Лоу — Альфред Дулиттл, мусорщик, отец Элизы
- «Не от мира сего» А. Н. Островский — Барбарисов
- «Старший сын» А. В. Вампилов — Бусыгин
- «Идиот» Ф. М. Достоевский — Ганя Иволгин
- «Гнездо глухаря» В. С. Розов — Дзирелли
- «Бабий бунт» Е. Птичкин — Захар
- «Обвинительное заключение» Н. В. Думбадзе — Зураб Чейшвили
- «Царь Федор Иоаннович» А. К. Толстой — князь Василий Шуйский
- «Жаворонок» Ж. Ануй — король Карл
- «Энергичные люди» В. М. Шукшин — Курносый
- «Обыкновенное чудо» Е. Л. Шварц — Медведь
- «Свадьба в Малиновке» Б. В. Александров — Попандопуло
- «Свадьба Кречинского» А. В. Сухово-Кобылин — Расплюев
- «Трибунал» А. Е. Макаенок — Сыродоев
- «Бешеные деньги» А. Н. Островский — Телятев
- «Слуга двух господ» К. Гольдони — Труффальдино
- «Зыковы» М. Горький — Хеверн
- «Человек со стороны» И. М. Дворецкий — Чешков
- «Мы, нижеподписавшиеся» А. И. Гельман — Шиндин
- «Дон Карлос» Ф. Шиллер — Шут
- «Соловьиная ночь» (2004) — подполковник Гур
- «№13» (2003) —  тело мужское
- «Женитьба» (2007) Н. В. Гоголь — Жевакин
- «Дорогая Памела» (2008) — Сол Бозо
- «Чайка» А. П. Чехов — Пётр Николаевич Сорин
- «И дольше века длится день» Чингиз Айтматов — Казангап
- «Ревизор» Н. В. Гоголь — почтмейстер
- «Закат» Исаак Бабель — Арье-Лейб
- «Сон в летнюю ночь» Уильям Шекспир  — основа
- «Вешние воды» И. С. Тургенев – Панталеоне, старый слуга
- "Без вины виноватые" А. Н. Островский - Иван, слуга в гостинице.

### Фильмография
- 1984 — Последний шаг — доктор
- 1985 — О возвращении забыть — эпизод
- 1995 — Я — русский солдат — скрипач Рувим Свицкий, дублировал актёр Игорь Ясулович

## Государственные награды
- 1993 — почётное звание «Заслуженный артист Российской Федерации» — за заслуги в области театрального искусства[2].